# Parque nacional Laguna de Tacarigua
El Parque Nacional Laguna de Tacarigua es un parque nacional ubicado al este del Estado Miranda, Venezuela. Comprende una laguna costera permanente de 7.800 ha y 1,2 m de profundidad promedio, separada del mar por una restinga o barrera litoral de 28,8 km de largo y 300-1.000 m de ancho que se formó por la acción de la corriente marítima que recorre el litoral en dirección este-oeste.

## Descripción
Al sur de la laguna se extiende un área dominada por bosques secos y al norte, un área marina de 20.700 ha. En total el parque abarca 39.100 ha. Aproximadamente 4.000 ha del parque están cubiertas por bosques de manglar que crecen a orillas de la laguna e incluso forman densas islas hacia el centro. La laguna se nutre de agua dulce principalmente del río Guapo aunque también de otros afluentes como los caños Pirital, San Nicolás, San Ignacio y la quebrada Chaguaramal. En su sector nor-occidental la laguna se comunica con el mar a través de una boca. En épocas de fuerte sequía en la cuenca del río Guapo, la disminución en la entrada de agua dulce y la acumulación de sedimentos originan la obturación de la boca, y en consecuencia el incremento de la salinidad de las aguas de la laguna.

### Origen
El origen geológico de la laguna es relativamente reciente. La zona ocupada por el parque se encuentra dentro de la depresión de Barlovento, una planicie aluvial de gran extensión que se ha venido formando con los depósitos provenientes de la Cordillera de la Costa en los últimos dos a cuatro millones de años. La barra costera que separa al parque del mar se originó durante la trasgresión del Mar Caribe en el Holoceno, aunque hoy en día continúan depositándose las arenas que la cubren. La Laguna de Tacarigua forma parte de un complejo de lagunas costeras que incluye también la Laguna de Unare y la Laguna de Píritu.

### Clima
El clima en el parque es cálido y húmedo con una temperatura media anual de 26 °C (entre 24,8 y 27,5 °C) y precipitación media anual de 1.000 mm. Hay una estación lluviosa de junio a diciembre en la que se observa el 85 % de la precipitación anual. El mes más lluvioso es noviembre (169,5 mm) y el más seco es marzo . Por la ubicación y orientación de su zona costera (285º), el parque se encuentra fuertemente influenciado por los vientos alisios del noreste. 
Por ser un humedal de excepcional importancia como reservorio de recursos alimenticios y de biodiversidad fue decretado Sitio Ramsar en 1996.

### Ecosistemas

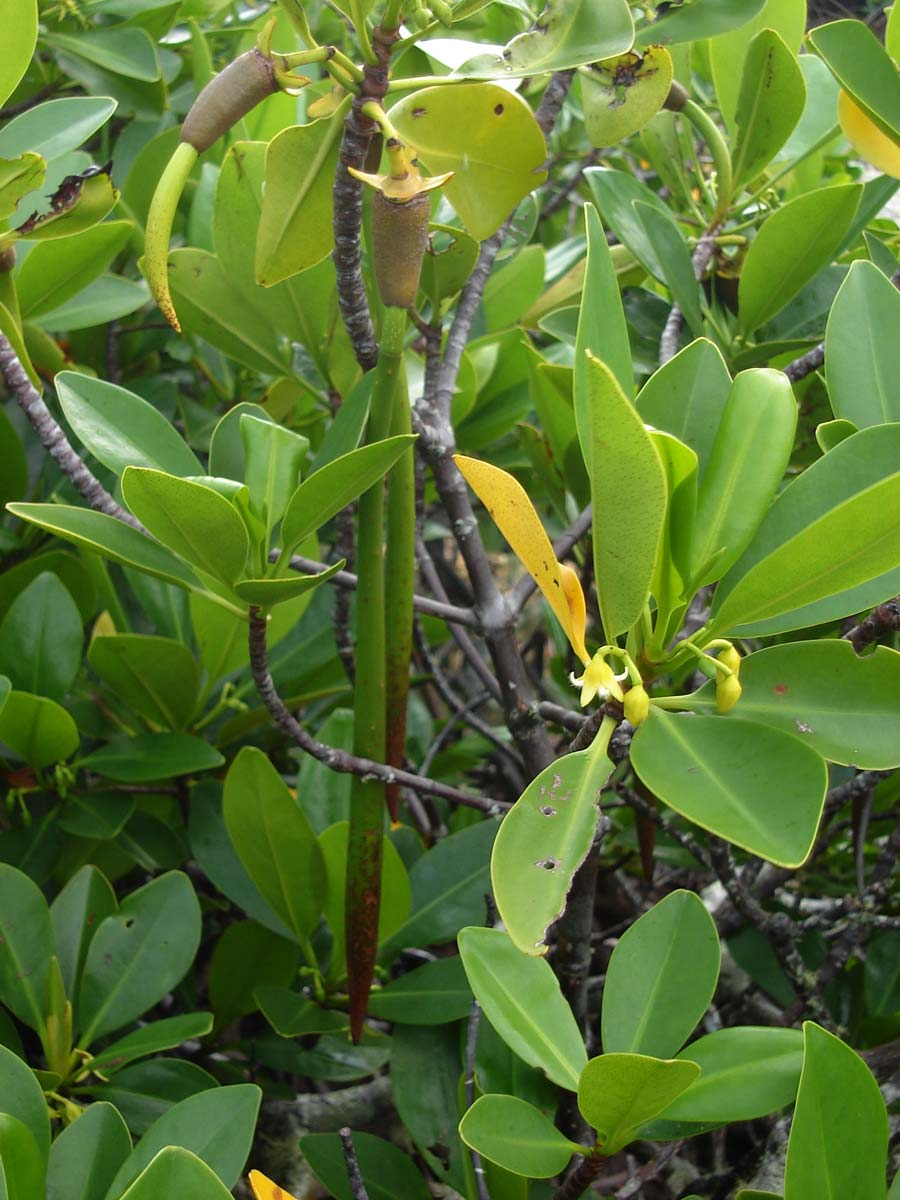
Rhizophora mangle es la especie dominante en la zona de manglares del Parque.

El parque comprende tres ecosistemas principales: una laguna salobre de poca profundidad, una zona de bosques secos y una restinga o barrera de playa arenosa. La laguna de Tacarigua es uno de los estuarios más productivos en la costa venezolana (Cressa et. al. 1993). Está dominada por bosques de manglares en donde se pueden encontrar cuatro de las siete especies de mangles presentes en el país: Avicennia nitida, en los suelos más consolidados y menos anegados; Conocarpus erectus, que crece en las zonas más arenosas; Rhizophora mangle, en los bordes de la laguna; y Laguncularia racemosa, que puede encontrarse en todo tipo de terreno (Álvarez 1996a). Rhizophora mangle es la especie dominante, cubriendo hasta el 70 % del bosque de manglares. 
En las planicies aluviales al sur de la laguna los bosques secos son de carácter secundario, de 10 a 15 metros de altura en el dosel y árboles emergentes de hasta 20 metros. Se presentan especies como yagrumo (Cecropia peltata), jabillo (Hura crepitans), apamate (Tabebuia rosea), parapara (Sapindus saponarea), Bauhinia megalandra, Bourreria cumanensis, Caliandra caracasana, Cassia marginata, Inga punctata, Acacia micrantha, Thiriphasia trifolia, Spondias mombin y Crescentia cujete entre otras (Álvarez 1996a). En el sector de Madre Casañas la vegetación predominante es herbácea. La vegetación de la barra costera presenta principalmente hierbas halófilas como el saladillo (Sporobolus virginicus), el bicho (Philoxerus vermicularis) y el vidrio (Batis marítima), además de arbustos como la uva de playa (Cocoloba uvifera) y el cremón (Thespecia populnea), y numerosos cocoteros (Cocos nucifera). 

### Fauna

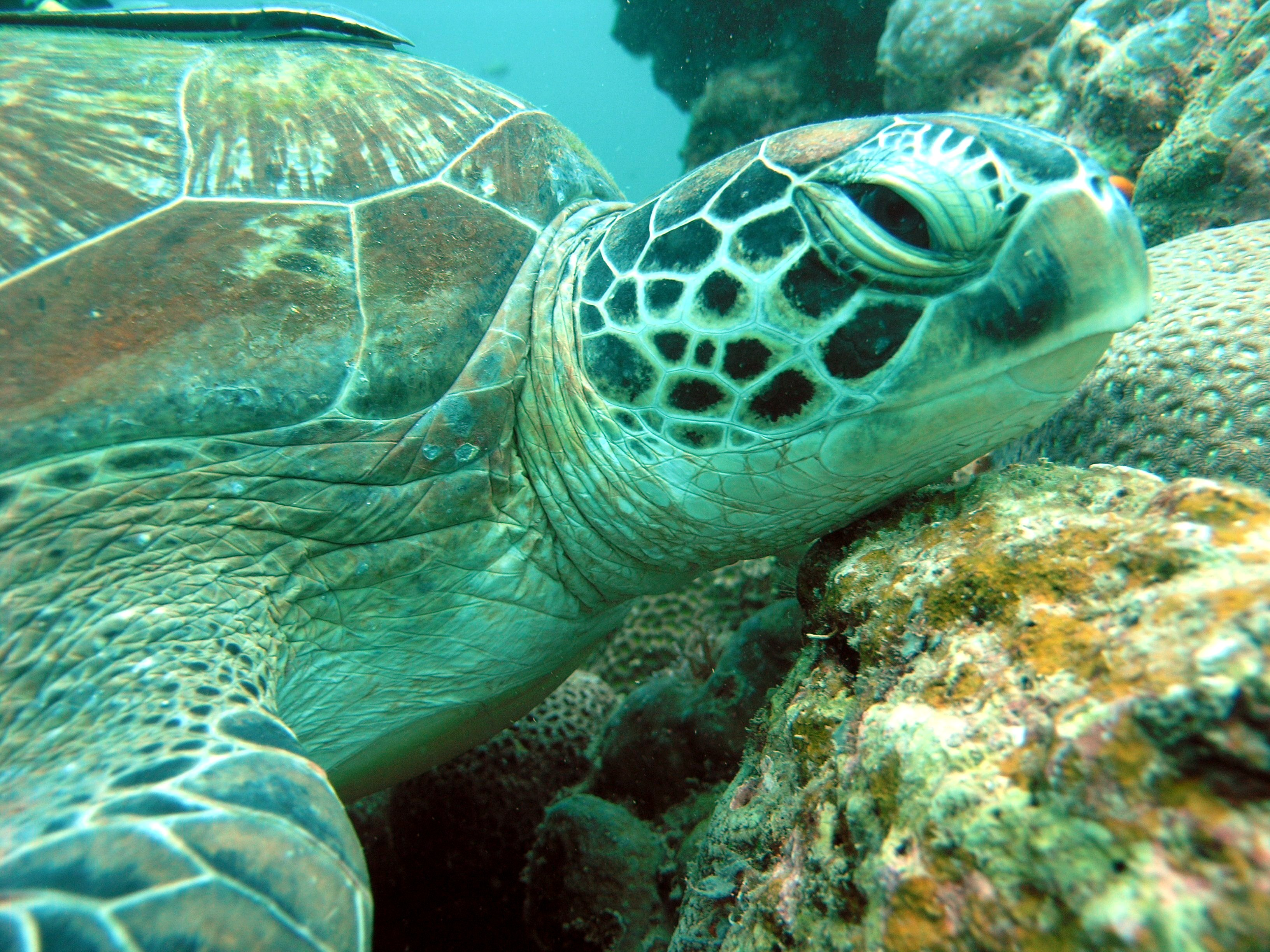
Las tortugas de la especie Chelonia mydas anidan en el Parque.

En la Laguna de Tacarigua anidan cuatro especies de tortugas marinas: Chelonia mydas, Caretta caretta, Dermochelys coriacea y Eretmochelys imbricata. Las dos primeras especies se encuentran globalmente amenazadas, estando las dos últimas en situación de amenaza crítica de extinción según los criterios de la IUCN. En el parque habita el caimán de la costa (Crocodylus acutus), también en peligro de extinción (Rodríguez y Rojas-Suárez 1999). Esta especie se encuentra en densidades de hasta 6 individuos por ha en las zonas de protección integral (Puerto Escondido, Caños Pirital, San Ignacio y San Nicolás) y las poblaciones están en crecimiento, lo que hace de Laguna de Tacarigua el refugio más importante de las poblaciones del caimán de la costa en el país. 
Se pueden observar más de 20 especies de mamíferos, entre ellos el venado matacán (Mazama americana), el murciélago pescador (Noctilio leporinus), el zorro cangrejero (Procyon cancrivorus), los monos capuchinos (Cebus olivaceus) y araguatos (Alouatta seniculus), el roedor más grande del mundo, el chigüire (Hydrochoerus hydrochaeris) y el cunaguaro (Leopardus pardalis) que está considerado vulnerable a la extinción. El perro de monte (Speothos venaticus), clasificado como vulnerable, ha sido reportado en las inmediaciones del parque, por lo cual es muy probable que habite en el parque. 

### Instalaciones
El parque cuenta con cinco puestos de guardaparques distribuidos en todo el perímetro terrestre. La sede administrativa funciona en un edificio de dos plantas con dormitorios, una biblioteca, un centro informativo, un centro de telecomunicaciones y el centro de reuniones de la brigada infantil de guardaparques. Todos los guardaparques tienen radios y además la coordinación cuenta con sistemas audiovisuales para las labores de educación ambiental. 
La Laguna de Tacarigua se encuentra en una zona de gran desarrollo turístico, pesquero y agrícola en el Estado Miranda. Los pueblos de Machurucuto (4 km), El Guapo (12 km) y Río Chico (3 km) rodean al parque, mientras que el pueblo Tacarigua de la Laguna se encuentra próximo a su entrada principal. A partir de los años 80 se generó un gran desarrollo de edificaciones turísticas y recreacionales con lo que se construyeron numerosos hoteles y complejos recreacionales en los alrededores del parque. Sin embargo, ya en los años 50 se habían construido hoteles pequeños y balnearios turísticos en la barra litoral que actualmente se encuentra dentro del parque nacional, hoy en día estos hoteles reciben muy pocos visitantes y su actividad se encuentra regulada por las autoridades del parque. La mayoría de los problemas en el parque se relacionan con la intensa actividad humana en sus alrededores.